# Acuerdo Gaza-Jericó
El Acuerdo Gaza-Jericó, oficialmente conocido como Acuerdo sobre la Franja de Gaza y el Área de Jericó, fue un tratado complementario a los Acuerdo de Oslo en los que se concluyeron los detalles de la autonomía palestina. El acuerdo se conoce también como el Acuerdo de El Cairo de 1994. Fue firmado el 4 de mayo de 1994 por el líder palestino Yasir Arafat y el entonces primer ministro israelí Isaac Rabin.

## Historia
El Acuerdo preveía un autogobierno palestino limitado en Cisjordania y la Franja de Gaza en un plazo de cinco años. De conformidad con el Acuerdo, Israel prometió retirarse de una parte de la región de Jericó, en Cisjordania, y de una parte de la Franja de Gaza en un plazo de tres semanas tras la firma del propio Acuerdo. La Autoridad Nacional Palestina nació mediante este Acuerdo (Artículo III, Transferencia de Autoridad), y Yasser Arafat se convirtió en el primer presidente de la Autoridad Nacional Palestina el 5 de julio de 1994, tras la inauguración formal de esta entidad nacional.
Otras partes del acuerdo incluían el Protocolo sobre Relaciones Económicas (o Protocolo de París) y el establecimiento de la Policía Civil Palestina. En teoría, el Protocolo de París regula la relación económica entre Israel y la Autoridad Palestina, pero a efectos reales integra la economía palestina dentro de la israelí.
El Acuerdo de Gaza-Jericó fue incorporado en y reemplazado por el Acuerdo de Oslo II, oficialmente conocido como el Acuerdo Interino sobre Cisjordania y la Franja de Gaza del 24 y 28 de septiembre de 1995 (Oslo II, Artículo XXXI, Cláusulas Finales).